# Anton Joseph Stratmann
Anton Joseph Stratmann (* 1732 in Paderborn; † 12. Februar 1807 ebenda) war ein deutscher Künstler des 18. Jahrhunderts. Er war ein Vertreter des späten Barock in Westfalen.

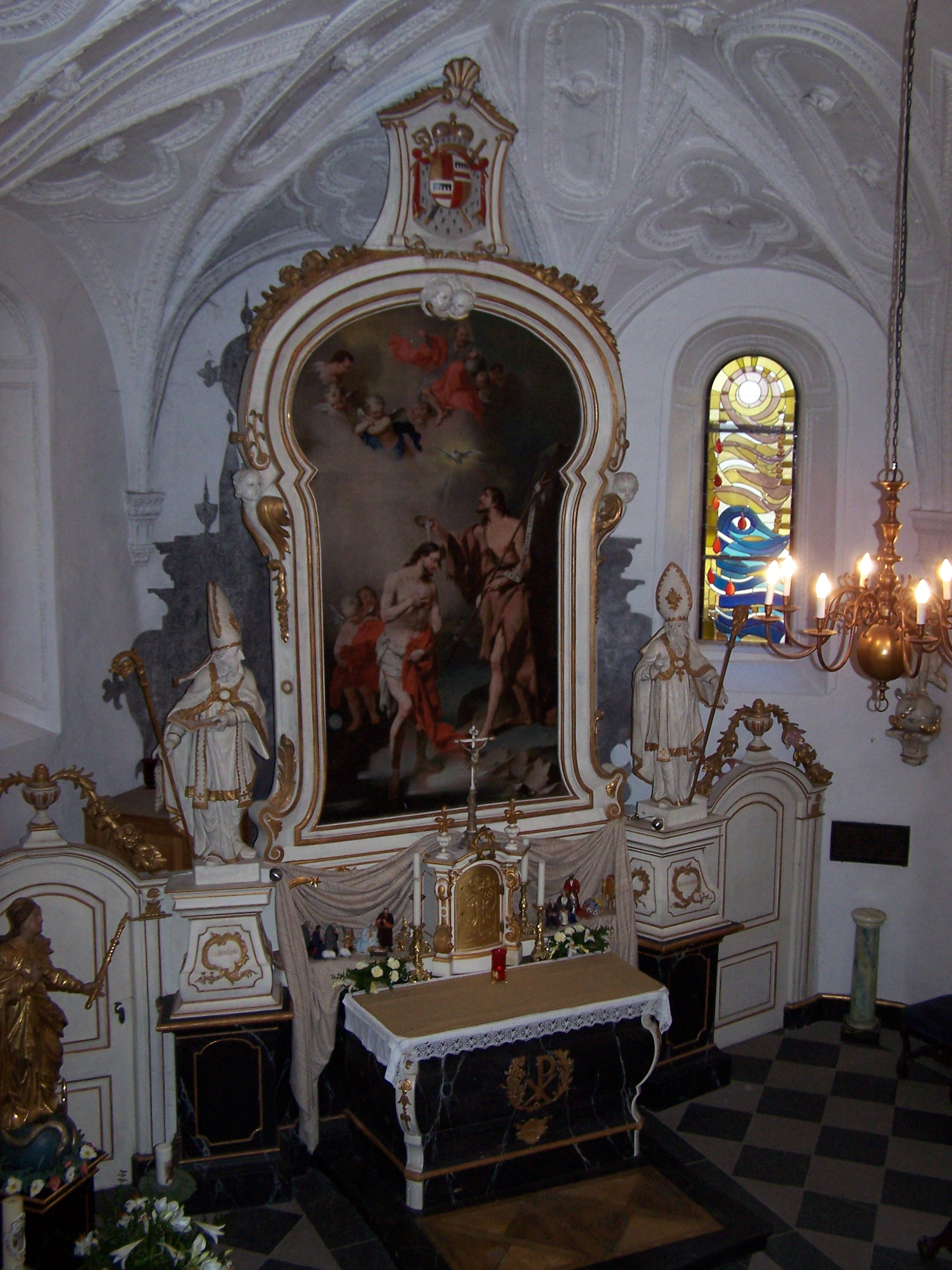
Altar der Schlosskapelle Laer

## Leben

### Herkunft
Stratmann entstammte einer Familie von Malern, die zwischen dem 16. und 19. Jahrhundert im Raum Westfalen wirkte. Seine Eltern waren der Maler Johann Heinrich Stratmann (1708–1755) und Anna Maria Magdalena Woltemate (1703–1755), die ebenfalls einer Malerfamilie entstammte.
Anton Joseph war der erstgeborene Sohn. Im Gegensatz zu seinem Vater und seinen Vorfahren schaffte er es, die Malerkunst auf ein neues Niveau zu heben. Aber auch sein jüngerer Bruder Johann Heinrich Joseph Stratmann (1736–1805) wurde zu einem der bedeutendsten Bildhauer Westfalens. Über Antons Jugend in Paderborn ist relativ wenig bekannt. Die Bürgerrolle weist die Kämperbauerschaft rund um die Gaukirche auf. Anton wurde in der Busdorfkirche getauft. Die Familie schien später in der Giersbauerschaft gelebt zu haben (Casseler Straße).

### Ausbildung
Obwohl Stratmann des Lesens und Schreibens mächtig war, ist ein Besuch einer höheren Schule etwa im Gymnasium Theodorianum nicht nachweisbar. Er besuchte wohl nur die Elementarschule der Busdorfkirche. Der Erstgeborene wurde ohne Zunftordnung als Nachfolger des väterlichen Malerhandwerks auserkoren. Üblich in dieser Zeit waren etwa 6 Lehrjahre ab dem Alter von 12 bis 14 Jahren. Stratmann wurde nicht Geselle, sondern wählte die andere Alternative, die Wanderschaft. 1754 wurde Stratmann Lehrling beim Antwerpener Gildemeister Joseph Vervoort. In der Antwerpener Kunstakademie belegte Stratmann von Oktober 1754 bis März 1755 den Zeichenkurs und gewann den ersten Preis im Wettbewerb, eine silberne Saucière, überreicht vom Bürgermeister Dellafaille. Antwerpen war durch die Schließung der Schelde im Niedergang. Die Kunstakademie zählte somit nicht zu den ersten Adressen im 18. Jahrhundert. Allerdings lag für Stratmann der Besuch der Schule in den katholischen österreichischen Niederlanden nahe.

### Leben als Künstler
Wohl aus Anlass des Todes seiner Eltern 1755 kehrte Stratmann schon früh nach Westfalen zurück. Zwar ist erst 1760 Stratmanns Anwesenheit in Paderborn belegbar. Doch hat sich der Maler noch während des Siebenjährigen Krieges, der das Hochstift Paderborn verwüstete, in der Hauptstadt etablieren können. Als erstes Werk ist am 8. März 1760 eine Farbfassung einer Liboriusfigur in Eissen belegt.
Am 20. Oktober 1764 heiratete Stratmann Maria Clara Elisabeth Kothe (1743–1782). Trauzeuge war sein Bruder, der Bildhauer Johann Heinrich Joseph Stratmann. War Stratmann noch in der Nähe der Busdorfkirche ansässig, siedelte die junge Familie in die Marktkirchgemeinde über, wo wohl auch die Kothes wohnhaft waren. Am 12. Dezember 1766 wurde Stratmann entsprechend in die Westernbauernschaft aufgenommen. Die Stratmanns zogen in die Westernstraße direkt neben das Franziskanerkloster (heute Haus Nr. 15). Zwischen 1766 und 1781 wurden dem Paar neun Kinder geboren. Sechs starben im Kindesalter. Nur zwei Söhne überlebten ihre Eltern: Anton Ferdinand (1770–1844), der ebenfalls Maler, aber auch Kaufmann und 1808 Polizeikommissar im Königreich Westphalen wurde und Franz Anton Adolf (1774-?), später Leutnant im fürstbischöflichen Infanterieregiment. Der Erstgeborene Friedrich Jakob Aloysius Joseph starb 1786 als Student der Theologie an der Paderborner Universität. 1782 starb Maria Clara. Drei Jahre später heiratete er Maria Anna Block aus der fürstbischöflichen Residenzstadt Neuhaus. Aus dieser Ehe ging nur Johanna Catharina Elisabeth hervor (1788-?).
Anders als der im 17. Jahrhundert bedeutend im Hochstift wirkende Johann Georg Rudolphi bekleidete Stratmann niemals ein öffentliches Amt.
Am 12. Februar 1807 starb Anton Joseph Stratmann in Paderborn. Im Kirchenbuch der Marktkirche wird als Todesursache „Entkräftigung“ angegeben. Es wird auch erwähnt, dass Stratmann seine letzten zwei Jahre im Bett verbrachte.

## Künstlerisches Wirken
Nicht zuletzt durch seine Ausbildung in Antwerpen stand Stratmanns künstlerisches Schaffen ganz in der Tradition der flämischen Malerei. Stratmann war nicht nur handwerklich geschickt, er schaffte es auch, sich dem Markt gemäß anzupassen. Hierzu gehörte, dass er sich vor allem geistlichen und adeligen Auftraggebern andiente.
Zu seinen wichtigsten Tätigkeiten gehörte die Ausschmückung des Schlosses in Münster. Daneben hat er zahlreiche Porträts zeitgenössischer Fürstbischöfe und weiterer Persönlichkeiten angefertigt. Auf Schloss Laer hat er 1767 für Fürstbischof Friedrich Wilhelm von Westphalen in der Schlosskapelle einen Altar mit einem Gemälde der Taufe Jesu durch Johannes den Täufer sowie mit Statuen des Heiligen Liborius und des Heiligen Godehard geschaffen. In Remblinghausen und in der Benediktinerabtei Huysburg hat er ebenfalls Altäre geschaffen. Dasselbe gilt für die Kapelle von Schloss Schwarzenraben bei Lippstadt.
Für den Hildesheimer Dom St. Mariä Himmelfahrt, das nach dem Kölner Dom zweite Zentrum der Verehrung der Heiligen Drei Könige in Deutschland, schuf Stratmann 1773 im nördlichen Seitenschiff den vielbesuchten Dreikönigsaltar. Das Rokoko-Retabel mit der Krippe und der Huldigung des Christuskindes durch Kaspar, Melchior und Balthasar verbrannte bei dem Luftangriff auf Hildesheim am 22. März 1945 vollständig.
Das gleiche Schicksal erlitten zur gleichen Stunde zwei weitere Schnitzwerke Stratmanns. Für die Kapuzinerkirche, die heutige Seminarkirche, hatte er 1772 im gleichen Stil Altar und Kanzel gestaltet. Deren Schalldeckel wurde von Putti getragen, von denen ein einziger den Feuersturm überstanden hat. Er befindet sich heute im Dommuseum. und erfreut den Betrachter mit seiner beschwingten Leichtigkeit und einer dem Himmel zugewandten Heiterkeit.

## Werkverzeichnis
Die nachfolgende Auflistung und ihre Nummerierung richtet sich vollständig nach Strohmann (siehe Lit.). Zerstörte und unveröffentlichte Werke werden hier allerdings nicht aufgeführt.
Borgentreich-Lütgeneder, kath. Pfarrkirche St. Michael
- - Werkverzeichnis A19 Erzengel Michael im Kampf mit dem Satan

Brakel-Erkeln, kath. Pfarrkirche St. Petri Ketten
- - Werkverzeichnis A36 Hl. Josef mit dem Jesusknaben
  - Werkverzeichnis A37 Hl. Petrus mit dem Hahn
  - Werkverzeichnis A38 Christus als Guter Hirte

Brakel-Rheder, kath. Pfarrkirche St. Katharina
- - Werkverzeichnis A7 Vision des hl. Johannes von Matha und des sel. Felix von Valois

Brilon, kath. Kirche St. Nikolai, ehem. Minoritenkirche
- - Werkverzeichnis A14 Anbetung der Könige

Büren, ehemal. Jesuitenkirche Maria Immaculata
- - Werkverzeichnis A8 Maria Immaculata mit den Jesuitenheiligen Ignatius, Franz Xaver, Stanislaus und Aloysius,
  - Werkverzeichnis A9 Die Hl. Trinität in Erwartung der zum Himmel auffahrenden Maria Immaculata

Büren, Wewelsburg
- - Werkverzeichnis C44 Porträt Fürstbischof Friedrich Wilhelm von Westphalen

Coesfeld, ev. Pfarrkirche, ehem. Jesuitenkirche
- - Werkverzeichnis A25 Abendmahl

Detmold, Westfälisches Freilichtmuseum, "Schönhof"
- - Werkverzeichnis C33 Porträt Florenz Karl Joseph Harsewinkel

Dingelstedt – Huysburg, Benediktinerkloster- und Pfarrkirche St,. Maria Aufnahme
- - Werkverzeichnis A18 Himmelfahrt Mariens
  - Werkverzeichnis A23 Kreuzigung Christi
  - Werkverzeichnis A24 Maria Immaculata

Erwitte, Kath. Pfarrkirche St. Laurentius
- - Werkverzeichnis A3 Himmelfahrt Mariens

Geseke Kath. Kirche St. Johannes Bapt.
- - Werkverzeichnis A2 Anbetung des Hirten

Hildesheim, Roemer- und Pelizaeus-Museum Hildesheim
- - Werkverzeichnis B1 Spielende Putten mit Ziegenbock
  - Werkverzeichnis B2 Spielende Putten mit Ziegenbock
  - Werkverzeichnis B3 Spielende Putten

Höxter-Bruchhausen, kath. Pfarrkirche Mariä Himmelfahrt
- - Werkverzeichnis A11 Hl. Freifaltigkeit

Meschede, Haus Laer, Kapelle St. Johannes
- - Werkverzeichnis A5 Taufe Christi

Münster, Stadtmuseum
- - Werkverzeichnis C45 Porträt Fürstbischof Wilhelm Anton von der Asseburg

Nieheim-Sommersell, kath. Pfarrkirche St. Peter und Paul
- - Werkverzeichnis A22 Kreuzigung Christi mit Maria Magdalena

Nordkirchen, Südkirchen, kath. Pfarrkirche St. Pankratius
- - Werkverzeichnis A17 Maria Immaculata

Paderborn, Dom, Marienkapelle
- - Werkverzeichnis A13 Altargemälde
  - Werkverzeichnis A15 Der hl. Johannes von Nepomuk vor dem Gnadenbild der Muttergottes in Altbunzlau

Paderborn, Erzbischöfliches Diözesanmuseum
- - Werkverzeichnis A16 Verkündigung Mariens
  - Werkverzeichnis A20 Madonna mit der Traube
  - Werkverzeichnis A26 Anbetung der Hirten

Paderborn, Erzbischöfliches Palais
- - Werkverzeichnis A21 Hl. Liborius

Paderborn, Franziskanerkloster
- - Werkverzeichnis A6 Hostienwunder des hl. Antonius
  - Werkverzeichnis C56 Porträt Kaiser Joseph II. von Habsburg-Lothringen
  - Werkverzeichnis C58 Porträt François Gaspard de Jouffroy-Gonssans

Paderborn, Museum für Stadtgeschichte, Adam-und-Eva-Haus
- - Werkverzeichnis C23 Porträt Margeritha Malberg

Paderborn, Priesterseminar Leokonvikt
- - Werkverzeichnis C46 Porträt Fürstbischof Wilhelm Anton von der Asseburg

Paderborn-Schloß Neuhaus, kath. Pfarrkirche St. Heinrich und Kunigunde
- - Werkverzeichnis A27-31 Heiligenzyklus (Hll. Petrus, Paulus, Blasius, Felix, Stephanus)

Rietberg, kath. Pfarrhaus St. Johannes Bapt.
- - Werkverzeichnis C30 Porträt Johannes Baptist Christoph Franz Schürckmann

Rüthen-Altenrüthen Kath. Pfarrkirche St. Gervasius
- - Werkverzeichnis A1 Verehrung der hl. Eucharistie durch Engel, A4 Kreuzigung Christi

Rüthen-Kallenhardt, kath. Pfarrkirche St. Clemens
- - Werkverzeichnis A12 Himmelfahrt Mariens

Rüthen-Kallenhardt, Schloss Körtlinghausen
- - Werkverzeichnis C57 Wilhelm von Weichs

Schmallenberg-Gleidorf, kath. Herz-Jesu Kirche
- - St. Antonius von Padua, St. Josef und Strahlenkranzmadonna

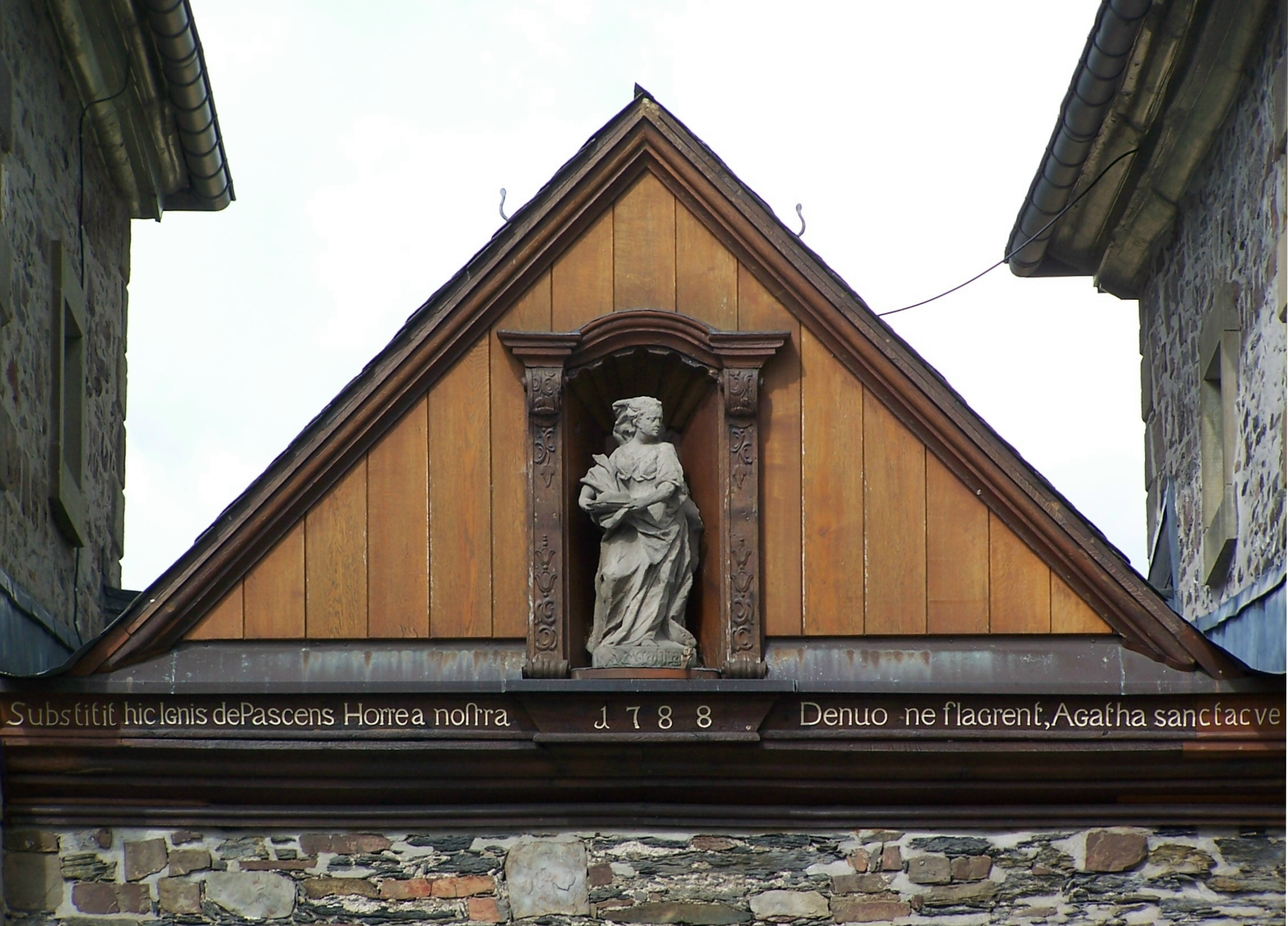
St. Agatha am Innengiebel des Klosters Grafschafter Westtores

Schmallenberg-Grafschaft, Innengiebel des Klosters Grafschafter Westtores
- - St. Agatha am Innengiebel aus dem Jahr 1770 des Grafschafter Westtores

Warburg-Germete, kath. Pfarrkirche St. Nikolaus
- - Werkverzeichnis A32 Hl. Petrus
  - Werkverzeichnis A33 Hl. Aloysius
  - Werkverzeichnis A34 Hl. Josef
  - Werkverzeichnis A35 Hl. Anna Maria unterweisend

Bad Wünnenberg-Fürstenberg, kath. Pfarrkirche Maria Himmelfahrt
- - Werkverzeichnis A10 Hl. Meinulf

Privatbesitz Westfalen:
- - Werkverzeichnis B4 Jagdstilleben mit erlegtem Hasen
  - Werkverzeichnis C1 Porträt Hermann Werner von der Asseburg
  - Werkverzeichnis C2 Porträt Nikolaus Dammers
  - Werkverzeichnis C3 Porträt Anna Sabina Dammers
  - Werkverzeichnis C4 Porträt Fürstbischof Friedrich Wilhelm von Westphalen
  - Werkverzeichnis C5 Porträt Fürstbischof Friedrich Wilhelm von Westphalen
  - Werkverzeichnis C6 Porträt Fürstbischof Friedrich Wilhelm von Westphalen
  - Werkverzeichnis C7 Porträt Fürstbischof Friedrich Wilhelm von Westphalen
  - Werkverzeichnis C8 Porträt Fürstbischof Friedrich Wilhelm von Westphalen
  - Werkverzeichnis C9 Porträt Fürstbischof Friedrich Wilhelm von Westphalen
  - Werkverzeichnis C10 Porträt Fürstbischof Wilhelm Anton von der Asseburg
  - Werkverzeichnis C11 Porträt Fürstbischof Wilhelm Anton von der Asseburg
  - Werkverzeichnis C12 Porträt Fürstbischof Wilhelm Anton von der Asseburg
  - Werkverzeichnis C13 Porträt Fürstbischof Wilhelm Anton von der Asseburg
  - Werkverzeichnis C14 Porträt Clemens August von Wolff-Metternich
  - Werkverzeichnis C15 Porträt Maria Theresia von Wolff-Metternich
  - Werkverzeichnis C16 Porträt Philipp von Spiegel
  - Werkverzeichnis C17 Porträt Clemens August I. von Westphalen
  - Werkverzeichnis C17a Porträt Clemens August I. von Westphalen
  - Werkverzeichnis C17b Porträt Clemens August I. von Westphalen
  - Werkverzeichnis C18 Porträt Therese Isabella von Westphalen
  - Werkverzeichnis C19 Porträt Ferdinandine von Westphalen
  - Werkverzeichnis C20 Porträt Ferdinandine von Westphalen
  - Werkverzeichnis C21 Porträt Fürstbischof Friedrich Wilhelm von Westphalen
  - Werkverzeichnis C22 Porträt Clemens August oder Ferdinand Joseph von Plettenberg-Lenhausen
  - Werkverzeichnis C24 Porträt Ferdinand Mauritz Falco Franz von Mengersen
  - Werkverzeichnis C25 Porträt Ferdinand Mauritz Falco Franz von Mengersen
  - Werkverzeichnis C26 Porträt Ferdinand Mauritz Falco Franz von Mengersen
  - Werkverzeichnis C27 Porträt Franz Joseph von Mengersen
  - Werkverzeichnis C28 Porträt Sophie Antoinette von Mengersen
  - Werkverzeichnis C29 Porträt Clemens August Constantin von Mengersen
  - Werkverzeichnis C30 Porträt Friedrich Christian von Mengersen
  - Werkverzeichnis C31 Porträt Burchard Bruno von Mengersen
  - Werkverzeichnis C32 Porträt Maria Theresia von Mengersen
  - Werkverzeichnis C35 Porträt Maximilian Friedrich von Plettenberg
  - Werkverzeichnis C36 Porträt Johann Matthias oder Franz Karl von Landsberg
  - Werkverzeichnis C37 Porträt Paul Joseph von Landsberg-Velen
  - Werkverzeichnis C38 Porträt Anna Theresia von Landsberg
  - Werkverzeichnis C39 Porträt Christine Therese Theodora Agnes Elisabeth von Haxthausen
  - Werkverzeichnis C40 Porträt Hermann Werner von der Asseburg
  - Werkverzeichnis C40a Porträt Hermann Werner von der Asseburg
  - Werkverzeichnis C41 Porträt Hermann Werner von der Asseburg
  - Werkverzeichnis C42 Porträt Theresia von der Asseburg
  - Werkverzeichnis C43 Porträt Theresia von der Asseburg
  - Werkverzeichnis C44 Porträt Max Friedrich von Königsegg-Rothenfels
  - Werkverzeichnis C45 Porträt Wilhelm Werner von Mengersen
  - Werkverzeichnis C48 Porträt Clemens August Bruno von Mengersen
  - Werkverzeichnis C49 Porträt Maria Felicitas von Mengersen
  - Werkverzeichnis C50 Porträt Clemens August II. von Westphalen
  - Werkverzeichnis C51 Porträt Maria Antonia von Westphalen
  - Werkverzeichnis C52 Porträt Friedrich Kreilmann
  - Werkverzeichnis C53 Porträt Raban Heinrich von Haxthausen
  - Werkverzeichnis C55 Porträt Kaiser Joseph II. von Habsburg-Lothringen
  - Werkverzeichnis C59 Porträt Joseph Ernst von Hörde